# Didier Guillemot
Didier Guillemot (n. Francia, 1960) es un médico francés especializado en enfermedades infecciosas. Fue presidente de la Universidad de Versailles Saint Quentin en Yvelines de mayo de 2016 a septiembre de 2017.

## Biografía
Didier Guillemot recibió formación en innovación tecnológica y salud pública en la Universidad de París VII Denis Diderot. En 2003, se clasificó para gestionar la investigación en la misma universidad.
Es investigador científico del Inserm de 1994 a 2000 y luego director de investigación en el Instituto Pasteur de 2001 a 2007. Después de haber trabajado en el VIH, es Jefe del laboratorio de Bioestadística, Biomathematics, Pharmacoepidemiology y Enfermedades Infecciosas de UVSQ.
Es miembro de la Haute Autorité en Santé, de la Agence Nationale de Sécurité du Médicament et des Produits de Santé y del Institut de veille sanitaire.
En mayo de 2016, se convirtió en rector de la Universidad de Versailles Saint Quentin en Yvelines, sucediendo a Jean-Luc Vayssière.
Renunció en septiembre de 2017 por razones de salud.